# 古くさい恋の唄ばかり
『古くさい恋の唄ばかり』（ふるくさいこいのうたばかり）は、シンガーソングライターさだまさしの1996年10月25日発表のソロ22枚目のオリジナル・アルバムである。

## 解説
1. 絵画館
遠い青春時代の恋愛の記憶を歌った曲。曲の舞台となった神宮外苑の聖徳記念絵画館は、さだの通っていた國學院高等学校の近くである。また神宮外苑の情景描写として「スワローズのユニフォーム」と歌われている。歌われている「球場」は神宮球場のことである
2. 月の光
モチーフは唐詩の大家李白の『静夜思』に出てくる「牀前月光を看る　疑ふらくは是れ地上の霜かと」である。なお、歌詞に出てくる「ツィス・モール」とはベートーヴェンのピアノ・ソナタ第14番『月光』の調性「嬰ハ短調」のドイツ語名 (cis-moll) のことである。
曲中でも『月光』のフレーズが服部克久の意向で用いられている。
同様に『月光』を曲中に登場させている曲としては「秋の虹」（アルバム『家族の肖像』収録）がある。
3. 短篇小説
桂木文への提供曲のセルフ・カヴァー。
桂木ヴァージョンは、TBS系列テレビドラマ「ムー一族」の挿入歌であった。
4. Wonderful Love
JAグループ「耕せニッポン」キャンペーン・イメージソング。シングル曲
5. 愛について
ハウス名作劇場『家なき子レミ』のオープニング・テーマ。
6. オールド・ファッションド・ラヴ・ソング
タイトルの「古くさい恋の唄」の英訳をタイトルに冠した懐かしい響きの恋歌。別れた女性への思いを男性視点から歌う形式の作品。
7. 甘い手紙
別れに対しての未練が垣間見える一途な女性視点の恋歌。
「絵画館」のカップリング曲。
8. あの人に似ている
中島みゆきと共作した、裕木奈江と高倉健のデュエット曲のセルフ・カヴァー。原曲は中島が作った女性側の歌と、さだの作った男性側の歌が同じコード進行で進み、サビで合流するという複雑な形態である。これは、元々さだ・中島で作詞・作曲を分担するオファーだったのを、さだが「それではせっかく中島みゆきとやるのに面白くない」と中島に手紙で提案して実現したものである。このアルバムでは、さだが作った男側の歌の部分のみのカヴァーであるが、後の2002年の中島のアルバム『おとぎばなし-Fairy Ring-』で、さだ・中島の二人が揃ったヴァーションが収録されることになる。
9. 金糸雀、それから…
由紀さおりへの提供曲のセルフ・カヴァー。原曲から一部の詩を改作している。
10. 帰郷
1997年の『第12回国民文化祭・かがわ'97』イメージ・ソング。
さだにとって「帰郷」とは、人が自分のルーツを再確認し、生きる力を生み出すための重要な営みであると、コンサートトーク等で語っている。
11. 君を信じて
要領が悪く何の取り柄もない想い人に対して、一途なまでの信頼に基づいて励ましている人物の視点から見た応援歌兼恋歌。

## 収録曲
| 全作詞・作曲: さだまさし（特記以外）、全編曲: 渡辺俊幸（特記以外）。 |                                                                      |                        |                        |      |
| #                                                                    | タイトル                                                             | 作詞                   | 作曲・編曲             | 時間 |
| 1.                                                                   | 「絵画館」                                                           | さだまさし（特記以外） | さだまさし（特記以外） | 5:03 |
| 2.                                                                   | 「月の光」(作曲: ベートーヴェン、補作曲: さだまさし、編曲: 服部克久) | さだまさし（特記以外） | さだまさし（特記以外） | 5:07 |
| 3.                                                                   | 「短篇小説」                                                         | さだまさし（特記以外） | さだまさし（特記以外） | 4:18 |
| 4.                                                                   | 「Wonderful Love」                                                   | さだまさし（特記以外） | さだまさし（特記以外） | 4:24 |
| 5.                                                                   | 「愛について」(作曲・編曲: 服部克久)                                 | さだまさし（特記以外） | さだまさし（特記以外） | 3:53 |
| 6.                                                                   | 「オールド・ファッションド・ラヴ・ソング」(編曲: 吉田弥生)           | さだまさし（特記以外） | さだまさし（特記以外） | 4:53 |
| 7.                                                                   | 「甘い手紙」                                                         | さだまさし（特記以外） | さだまさし（特記以外） | 4:50 |
| 8.                                                                   | 「あの人に似ている」(作詞・作曲: 中島みゆき、さだまさし)             | さだまさし（特記以外） | さだまさし（特記以外） | 6:12 |
| 9.                                                                   | 「金糸雀、それから…」                                                | さだまさし（特記以外） | さだまさし（特記以外） | 5:30 |
| 10.                                                                  | 「帰郷」(編曲: さだまさし、弦編曲: 山本直純)                         | さだまさし（特記以外） | さだまさし（特記以外） | 7:07 |
| 11.                                                                  | 「君を信じて」                                                       | さだまさし（特記以外） | さだまさし（特記以外） | 5:16 |
| 合計時間:                                                            | 合計時間:                                                            | 56:33                  |                        |      |

### 作詩・作曲・編曲
- 下記以外はすべて作詩[1]・作曲：さだまさし
  - 「あの人に似ている」作詩・作曲：さだまさし、中島みゆき
  - 「月の光」の間奏部分、ベートーヴェン作曲『ピアノ・ソナタ第14番嬰ハ短調「月光」作品27の2』第1楽章より
  - 「愛について」 作詩：さだまさし、作曲：服部克久
- 下記以外は編曲：渡辺俊幸
  - 「月の光」「愛について」 編曲：服部克久
  - 「オールド・ファッションド・ラヴ・ソング」 編曲：吉田弥生
  - 「帰郷」 編曲：さだまさし、弦編曲：山本直純

### 主な参加ミュージシャン
- ギター：石川鷹彦、安田裕美、田代耕一郎、吉川忠英
- ピアノ：吉田弥生
- パーカッション：川瀬正人
- ストリングス：小池弘之Strings (1,2,3,7,11)、岡本エリStrings (5)、篠崎正嗣Strings (9)

他多数